# Choiny (condado de Garwolin)
Choiny es un pueblo situado en Mazovia, Polonia. Según el censo de 2011, tiene una población de 608 habitantes.
La localidad está ubicada en el municipio (gmina) de Parysów, perteneciente al distrito (powiat) de Garwolin. Se encuentra aproximadamente a 2 km al oeste de Parysów, 8 km al norte de Garwolin, y a 54 km al sureste de Varsovia.  
Entre 1975 y 1998 perteneció al voivodato de Siedlce.